# Terry Duerod
Terry Duerod (ur. 29 lipca 1956 w Royal Oak, zm. 13 listopada 2020) – amerykański koszykarz, występujący na pozycji rozgrywającego, mistrz NBA z 1981 roku. Po zakończeniu kariery sportowej pracował przez 27 lat jako strażak, występując także w koszykarskiej drużynie swojego departamentu.

## Osiągnięcia
NCAA
- Uczestnik:
  - rozgrywek Sweet Sixteen turnieju NCAA (1977)
  - turnieju NCAA (1977, 1979)
- Wybrany do Galerii Sław Sportu uczelni Detroit (1993)
- Lider strzelców drużyny (1979 – 23,3 pkt.)[4]

NBA
- Mistrz NBA (1981)[2]

CBA
- Mistrz CBA (1983)